# 班雷韦
班雷韦，是匈牙利包尔绍德-奥包乌伊-曾普伦州所辖的一个村。总面积6.63平方公里，总人口1329，人口密度200.5人/平方公里（2011年1月1日）。